# Weilmünster
Weilmünster è un comune tedesco di 8 916 abitanti situato nel land dell'Assia.